# Алкидамая
Алкидамая (на старогръцки: Αλκιδάμεια; Alcidameia) е в древногръцката митология жена от Коринт.
Алкидамая има връзка с Хермес и ражда от него Бун, който става цар на Коринт.